# Lespedeza davidii
Lespedeza davidii är en ärtväxtart som beskrevs av Adrien René Franchet. Lespedeza davidii ingår i släktet Lespedeza och familjen ärtväxter. Inga underarter finns listade i Catalogue of Life.